# Radiotheorie
Als Radiotheorie bezeichnet man eine auf das Medium Rundfunk, insbesondere den Hörfunk, spezialisierte Medientheorie. Bekannte Radiotheorien wurden verfasst von Bertolt Brecht, Rudolf Arnheim, Walter Benjamin, Gerd Eckert, E. Kurt Fischer und Wolfgang Hagen.

## Brechts Radiotheorie
Eine der ersten Radiotheorien entwickelte Bertolt Brecht. Seine Vorstellungen aus der Radiopraxis (nicht vergleichbar mit vorhandenen Medientheorien) sind den Ansätzen der rationalisierten Praxis zuzuordnen.
Sie entstanden zwischen 1927 und 1932 und sind über verschiedene Arbeiten verstreut:
- Radio – Eine vorsintflutliche Erfindung? In: Bertolt Brecht: Gesammelte Werke in 20 Bänden. Band 18, Frankfurt am Main, S. 119–121 = Große kommentierte Berliner und Frankfurter Ausgabe, Band 21, Schriften 1, Frankfurt am Main, 1992, S. 217–218.
- Vorschläge für den Intendanten des Rundfunks. In: Bertolt Brecht: Gesammelte Werke in 20 Bänden. Band 18, Frankfurt am Main, S. 121–123 = Große kommentierte Berliner und Frankfurter Ausgabe, Band 21, Schriften 1, Frankfurt am Main, 1992, S. 215–217.
- Über Verwertungen. In: Bertolt Brecht: Gesammelte Werke in 20 Bänden. Band 18, Frankfurt am Main, S. 123–124 = Große kommentierte Berliner und Frankfurter Ausgabe, Band 21, Schriften 1, Frankfurt am Main, 1992, S. 219.
- Erläuterungen zum „Ozeanflug“ (mit Peter Suhrkamp). In: Bertolt Brecht: Schriften zur Literatur und Kunst. Band I, Suhrkamp Verlag, S. 128–131 = Erläuterungen zum Lindberghflug: In: Große kommentierte Berliner und Frankfurter Ausgabe, Band 24, Schriften 4, Frankfurt am Main, 1992, S. 87–89.
- Der Rundfunk als Kommunikationsapparat. In: Bertolt Brecht: Gesammelte Werke in 20 Bänden. Band 18, Frankfurt am Main, S. 127–134 = Große kommentierte Berliner und Frankfurter Ausgabe, Band 21, Schriften 1, Frankfurt am Main, 1992, S. 552–557.

### Kernaussagen
Brecht ironisiert: „Man hatte plötzlich die Möglichkeit, allen alles zu sagen, aber man hatte, wenn man es sich überlegte, nichts zu sagen. […] Ein Mann, der was zu sagen hat und keine Zuhörer findet, ist schlimm daran. Noch schlimmer sind Zuhörer daran, die keinen finden, der ihnen etwas zu sagen hat.“ Dies sei auch der tiefere Grund, so mutmaßt Brecht, dass der Hörfunk nichts Neues übertrage, sondern nur Vorhandenes imitiere.
Basierend auf dieser Analyse überlegt er, wie sich das vorhandene Medium nutzbringend einsetzen ließe: „Um nun positiv zu werden: das heißt, um das Positive am Rundfunk aufzustöbern; ein Vorschlag zur Umfunktionierung des Rundfunks: Der Rundfunk ist aus einem Distributionsapparat in einen Kommunikationsapparat zu verwandeln. Der Rundfunk wäre der denkbar großartigste Kommunikationsapparat des öffentlichen Lebens, ein ungeheures Kanalsystem, das heißt, er wäre es, wenn er es verstünde, nicht nur auszusenden, sondern auch zu empfangen, also den Zuhörer nicht nur hören, sondern auch sprechen zu machen und ihn nicht zu isolieren, sondern ihn auch in Beziehung zu setzen.“ Der Hörfunk könne den Austausch, Gespräche, Debatten und Dispute ermöglichen.
In dem Rundfunkexperiment, von dem drei Fassungen gesendet wurden, versucht Brecht, die theoretische Erkenntnis in praktisches Handeln umzusetzen; die Entwicklung des Experiments spiegelt gleichzeitig den Wandel in Brechts Vorstellungen wider:
- Die erste Fassung hatte den Titel „Lindbergh“, nach dem gleichnamigen Piloten Charles Lindbergh; Brecht erkannte, dass die Zuhörer dazu neigten, sich mit der überlebensgroßen Person dieses Flugpioniers zu identifizieren; er versuchte das zu vermeiden, betonte anstelle dessen die kollektive Leistung.
- Die zweite Fassung trug daher den verfremdeten Titel „Der Flug der Lindberghs“.
- Die dritte und letzte Fassung war nur noch "Ozeanflug" überschrieben und ließ die individuelle Leistung des Flugpioniers noch weiter zurücktreten (zudem sah Brecht in dem Piloten Lindbergh einen Sympathisanten der Nazis).

Brecht wünschte sich: „Hörer sollen zum Mitspieler werden“, und: „Das Radio wird zum Sprecher und Medium in einem: es kommuniziert mit den Hörern („die Lindberghs“)“. Sein Ziel war es, Höreraktivität zu erreichen und so den Distributionsapparat in einen Kommunikationsapparat zu verwandeln. Die Hörfunksendung fasste er als Radiolehrstück zur Einübung in eine neue Gesellschaftsform auf. Brecht war also überzeugt, dass Medien positive gesellschaftliche Veränderungen hervorrufen können.
„Undurchführbar in dieser Gesellschaftsordnung, durchführbar in einer anderen, dienen die Vorschläge, welche doch nur eine natürliche Konsequenz der technischen Entwicklung bilden, der Propagierung und Form dieser anderen Ordnung. […] Sollten Sie dies für utopisch halten, so bitte ich Sie, darüber nachzudenken, warum es utopisch ist.“

### Rezeption und Wirkung
Hans Magnus Enzensberger greift in seiner emanzipatorischen Medientheorie des Medienbaukastens (1970) Brechts Ansätze wieder auf und erweitert sie. Jean Baudrillard setzt sich in Requiem für die Medien (1972) ebenfalls mit den beiden emanzipatorischen Ansätzen auseinander, kritisiert sie jedoch scharf.
Auch neuere Medientheoretiker aus den 1980er und 90er Jahren wie Friedrich Kittler und Norbert Bolz greifen – ohne wie Enzensbergers Medienbaukasten in Brechts direkter Denktradition zu stehen – teils auf die Radiotheorie zurück.
Ob der von Brecht für den Rundfunk projektierte „Kommunikationsapparat“ seine technischen und sozialen Voraussetzungen nicht gerade im Web 2.0 finden könnte, wird heute ebenfalls diskutiert. Während die technischen Voraussetzungen weitgehend gegeben sind, erweist es sich als schwierig, das „In-Beziehung-Setzen“ der Beteiligten zu realisieren, das die wichtigste soziale Voraussetzung der Brecht’schen Konzeption darstellt.